# Silnice II/452
Silnice II/452 je silnice II. třídy, která vede z Holčovic do Bílčic. Je dlouhá 44,6 km. Prochází jedním krajem a jedním okresem.

## Vedení silnice

### Moravskoslezský kraj, okres Bruntál
- Holčovice (křiž. II/453)
- Česká Ves (křiž. III/45812)
- Dlouhá Ves
- Karlovice (křiž. II/451, III/4521, peáž s II/451)
- Vrbno pod Pradědem (křiž. II/451, peáž s II/451)
- Pustá Rudná
- Andělská Hora (křiž. III/4523)
- Světlá (křiž. III/4526, III/4525, III/45210)
- Staré Město (křiž. II/450, peáž s II/450)
- Bruntál (křiž. I/45, III/0451, peáž s I/11, I/45, II/450)
- Mezina (křiž. III/45211)
- Dlouhá Stráň (křiž. III/4581)
- Razová (křiž. III/45214)
- Leskovec nad Moravicí (křiž. II/459, III/45921)
- Bílčice (křiž. I/46, III/45215)